# Hilary Putnam
Hilary Putnam (Chicago, Illinois, 1926. július 31. – Arlington, Massachusetts, 2016. március 13.) amerikai analitikus filozófus, a Harvard egyetem tanára, az agyak a tartályban elmélet és a belső realizmus megalkotója.
Putnam a Harvard Egyetemen végezte tanulmányait, tanárai Willard van Orman Quine és Hans Reichenbach voltak, később ő maga is itt professzor.
Reason, Truth and History című művében bevezeti a belső realizmus elvét: a „milyen tárgyakból áll a világ?” kérdésnek csak egy bizonyos leírás-elméleten belül van értelme. Ellentétben a mágikus referencia-elmélettel, a jelek nem saját erejükből felelnek meg a tárgyaknak, hanem egy közösség fogalmi sémáján belüli használatuk révén.

## Filozófiája

### Mi a realizmus?
Putnam szerint a realisták azt állítják, hogy hisznek az igazság korrespondencia elméletében, azonban amikor álláspontjuk mellett érvelnek akkor valamilyen „izmus” mellett érvelnek. A realista érv az idealizmus ellen az, hogy az idealizmus alapján a tudomány sikere kész csoda. Ha a tárgyak amiről leírást akarunk adni (pl tér-idő görbület) nem léteznek, kész csoda, hogy sikeresen jósolunk meg jelenségeket (a realista szerint).
A realista érv sikere a tudomány sikerén múlik. A tudomány rengeteg igaz előrejelzést tesz, ez tapasztalati tény. Ha a realizmus megmagyarázza ezt a tényt, akkor maga is tudományos hipotézis. A realizmus hasonlít az empirikus hipotézisekhez abban hogy: 1.) hamis is lehet, és hogy 2.) tényekkel lehet alátámasztani. Ez azonban nem jelenti azt, hogy a realizmus tudományos lenne.
Putnam szerint a tudományos ismeret konvergenciájában van valami és ezt Richard Boyd magyarázza el a legjobban: ő kimutatja, hogy a szokásos pozitivista filozófiából mindössze az következik, hogy az újabb elméletek, ha jobbak kívánnak lenni elődeiknél, sokat kell tartalmazniuk elődei megfigyelési mondatai közül (főként igaz megfigyelési mondatokat). Az azonban nem következik belőle, hogy az újabb elméleteknek tartalmazniuk kell azt is, hogy a régiek bizonyos körülmények között igazak is lehetnek. A tudósok arra törekednek, hogy a korábbi elmélet mechanizmusait minél inkább megőrizzék. Ez pedig – szerinte – egy elmélet megalkotásának a legnehezebb útja.
Boyd – írja Putnám – a realizmust nagyívű empirikus hipotézisként próbálja meg kifejteni, amely két elvet tartalmaz:
1.) Az érett tudomány terminusai általában rendelkeznek referenciával.
2.) Az érett tudomány elméleteihez tartozó törvények általában megközelítőleg igazak.
Boyd szerint a tudósok azért járnak el az említett módon, mert hisznek 1.)-ben és 2.)-ben, és a stratégia azért működik, mert 1.) és 2.) igaz. Azonban, mondja Putnam, ha a 2.)-ben az „igazat” például azzal cseréljük fel, hogy „igaz előrejelzésekhez vezet”, akkor a magyarázat odavész.
Thomas Kuhn és Paul Karl Feyerabend szerint a tudásban nincsen kontingencia, azonban – írja Putnam – tegyük fel, hogy Niels Bohr elméletének „elektron”-ja, nem arra referál amit most elektronnak hívunk. Ez esetben nem referál semmilyen jelenlegi elmélet által elismert dologra, sőt nem is referál semmire. Putnam álláspontja szerint a tudományos terminusok nem leírások szinonimái. Kuhn-nak, Bohr „elektron” kihívására azt válaszolja, hogy vannak olyan dolgok amelyek megközelítőleg hasonlóak, referencia elmélettel szembeni elvárás, hogy a meta-indukciót megakadályozza, de nem szabad odáig menni, hogy a flogisztonnak is legyen referenciája.

### Referencia-elméletek
Putnam szerint egy reprezentálásnak az előfeltétele a szándék: például ha egy hangya úgy jár körben a porban, hogy Winston Churchill arcképe rajzolódik ki, attól még nem mondhatjuk Churchill-t reprezentálja a kép, mert a hangyának nem ez volt a szándéka. Putnam szerint ami a véletlen műve az sohasem reprezentál, attól, mert valami hasonlít valamire az nem jelenti azt, hogy annak a reprezentációja. Ahhoz, hogy Churchillt reprezentáljam, mindenekelőtt képesnek kell lennem arra, hogy Churchillre gondoljak.
Putnam mágikus referencia-elméletnek nevezi az olyan hiedelmeket, amikor azt hiszik az emberek, hogy egy név viselete szükségszerű kapcsolatban áll annak a viselőjével, és ha tudjuk valakinek az igazi nevét akkor hatalmat nyerünk felette. „Ez a hatalom a név és viselője közti mágikus kapcsolatból származik: ha már beláttuk, hogy a név csak kontextuális, kontingens és konvencionális kapcsolatban áll viselőjével, nehezen fogható fel, hogy miért is volna a név ismeretének bárminemű misztikus jelentősége. Az ellenkező feltevés a mágikus gondolkodás maradványa.” (Putnam: Agyak a tartályban)
A fenti elméletet Putnam a következő gondolatmenettel bizonyítja: tegyük fel hogy létezik egy olyan bolygó ahol nincsen a földi fához hasonlatos fa. Egyszer amikor egy űrhajó arra jár ledob egy fát ábrázoló képet. Az ottani emberek nem tudják elképzelni, hogy mi is lehet a képen látható valami. Egy Földi ember számára kép egy fa reprezentációja. De az idegen bolygó lényeinek csak egy különös tárgyat ábrázol, aminek jellege és funkciója ismeretlen, azonban amikor az egyik személy a képre gondol ugyanaz a képzet jelenik meg az agyában mint egy földi embernek ha egy fára gondol, mégsem lehet azt mondani, hogy ugyanarra a dologra gondoltak.

### Agyak a tartályban
Az agyak a tartályban elmélet a referálhatóság, reprezentálhatóság problémáját tárgyalja.
Az agyak a tartályban elmélet a következőképpen hangzik: tegyük fel, hogy egy gonosz tudós agyunkat egy szuperokos számítógéphez csatlakoztatta, amely azt az érzést kelti bennünk, hogy minden, amit látunk és érzékelünk, valóságos, és úgy tűnhet, épp egy szöveget olvasunk egy tudósról, aki agyunkat egy számítógéphez kötötte. A kérdés az, hogy fel tudnánk-e fogni, el tudnánk-e gondolni azt a tényt, hogy agyak vagyunk egy tartályban.
Putnam válasza az, hogy nem, mert az „agyak vagyunk egy tartályban” önmagát megcáfoló feltevés: „én nem létezem”. Csak arra tudunk referálni, amivel kauzális kölcsönhatásban állunk, mert a jelentés nincsen a fejünkben, a tartályvilág lakói semmilyen külső dologra nem képesek referálni.

### A Turing-teszt
Putnam a „Turing-teszt” felhasználásával a referencia fogalmát próbálja elemezni. A Turing-teszt azt bizonyítja, hogy ha képzeteink nem felelnek meg empirikus konkrét létezőnek akkor nem is referálhatnak rá. Egy számítógépet be lehet tanítani, hogy minden emberi ismeretnek a tudatában legyen, ezért ha egy ember „elbeszélget” egy ilyen géppel akkor nem fogja tudni, hogy géppel beszél (nem látja azt). Azonban ha két ilyen gépet összekötnének az örökkévalóságig folytatnák egymás „becsapását”, még akkor is, ha a világ amelyről éppen beszélnek közben elpusztult. Ezt követően, írja Putnam: „Nincs több okunk arra, hogy a gépek almáról szóló beszédét valódi almákra referálónak tartsuk, mint arra, hogy a hangya »rajzát« Winston Churchillre referálónak véljük.”

### Ikerföld-elmélet
Putnam feltételez egy iker-Földet, ahol minden azonos mind itt a Földön, kivéve, hogy az iker-Földön a víz nem H2O, hanem XYZ. Ez az XYZ, ugyancsak tavakban, folyókban van, iható meg minden más feltételt kielégít amit a víz a Földön, de mégsem az. Ilyen esetben nem mondhatjuk, hogy az iker-föld víz, a földi víz reprezentációja:
„Az Ikerföld nagyon hasonlít a Földhöz; sőt, eltekintve attól, hogy a »szil« és a »bükk« szavak fel vannak cserélve, feltételezhetjük, hogy az Ikerföld pontosan olyan, mint a Föld. Tegyük fel, hogy van egy hasonmásom az Ikerföldön, aki molekuláról molekulára azonos velem (abban az értelemben, ahogy két nyakkendő lehet »ugyanaz«). Ha az olvasó dualista, akkor tételezze fel azt is, hogy a hasonmásom ugyanazokat a nyelvileg megformált gondolatokat gondolja, mint én, ugyanazt érzékeli, azonosak a diszpozíciói stb. Abszurd volna azt gondolni, hogy az ő pszichikai állapota akár csak hajszálnyira is különbözik az enyémtől; mégis az ő »szil« szava bükkfát reprezentál, míg az én »szil« szavam szilfát. (Ugyanígy, ha a »víz« az Ikerföldön egy más folyadék – mondjuk XYZ és nem H2O –, akkor a »víz« más folyadékot reprezentál, ha az Ikerföldön mondják.” (H. Putnam: Agyak a tartályban)

## Művei
- Philosophy of Mathematics: Selected Readings. Edited with Paul Benacerraf. Englewood Cliffs, N.J.: Prentice Hall, 1964. 2nd ed., Cambridge: Cambridge University Press, 1983
- Philosophy of Logic. New York: Harper and Row, 1971. London: George Allen and Unwin, 1972
- Mathematics, Matter and Method. Philosophical Papers, vol. 1. Cambridge: Cambridge University Press, 1975. 2nd. ed., 1985
- Mind, Language and Reality. Philosophical Papers, vol. 2. Cambridge: Cambridge University Press, 1975
- Meaning and the Moral Sciences. London: Routledge and Kegan Paul, 1978
- Reason, Truth, and History. Cambridge: Cambridge University Press, 1981
- Realism and Reason. Philosophical Papers, vol. 3. Cambridge: Cambridge University Press, 1983
- Methodology, Epistemology, and Philosophy of Science: Essays in Honour of Wolfgang Stegmüller. Edited with Wilhelm K. Essler and Carl G. Hempel. Dordrecht: D. Reidel, 1983
- Epistemology, Methodology, and Philosophy of Science: Essays in Honour of Carl G. Hempel. Edited with Wilhelm K. Essler and Wolfgang Stegmüller. Dordrecht: D. Reidel, 1985
- The Many Faces of Realism. La Salle, Ill.: Open Court, 1987
- Representation and Reality. Cambridge, Mass.: MIT Press, 1988
- Realism with a Human Face. Edited by James Conant. Cambridge, Mass.: Harvard University Press, 1990
- Renewing Philosophy. Cambridge, Mass.: Harvard University Press, 1992
- Pursuits of Reason: Essays in Honor of Stanley Cavell. Edited with Ted Cohen and Paul Guyer. Lubbock: Texas Tech University Press, 1993
- Words and Life. Edited by James Conant. Cambridge, Mass.: Harvard University Press, 1994
- Pragmatism: An Open Question. Oxford: Blackwell, 1995
- The Threefold Cord: Mind, Body, and World. New York: Columbia University Press, 1999
- Enlightenment and Pragmatism. Assen: Koninklijke Van Gorcum, 2001, 48 pp.
- The Collapse of the Fact/Value Dichotomy and Other Essays. Cambridge, Mass.: Harvard University Press, 2002
- Ethics Without Ontology. Cambridge, Mass.: Harvard University Press, 2004

### Magyarul
- Reprezentáció és valóság; ford. Imre Anna; Osiris, Bp., 2000 (Horror metaphysicae)
- Agyak a tartályban; ford.: Ruzsa Ferenc; in: Filozófiai Szemle,[8] 2001/1-2.